# Madura English–Sinhala Dictionary
Madura English–Sinhala Dictionary (français : Madura Anglais–Cinghalais Dictionnaire) est un service de dictionnaire électronique gratuit développé par Madura Kulatunga,. Il est disponible sous la forme d'un logiciel informatique, d'un site Web en ligne et d'une application Android,. Le dictionnaire contient plus de 230 000 définitions, y compris divers termes techniques,. En 2016, le dictionnaire a été téléchargé environ 1 000 000,, et se classe au 100e rang des sites les plus visités au Sri Lanka,. Le dictionnaire est distribué en tant que logiciel gratuit,. Il a été initialement publié le 23 novembre 2002,.

## Développement
Kulatunga, un ingénieur informatique sri-lankais,, a écrit un programme en Visual Basic pour un dictionnaire anglais-cinghalais, en utilisant les entrées du dictionnaire du dictionnaire anglais-cinghalais de Gunapala Piyasena Malalasekera,. Le programme a été commercialisé à partir du 23 novembre 2002,. En 2008, il en a lancé une version Internet gratuite, le premier dictionnaire anglais-cinghalais en ligne,. Kulatunga a admis plus tard qu'il avait enfreint le droit d'auteur du dictionnaire malalasekera anglais-cinghalais lors de la création de son logiciel, mais il a déclaré en 2015 qu'il ne violait plus les droits d'auteur,. En 2017, il a développé et ajouté la méthode de saisie du clavier cinghalais à son application Android Google Play,.